# تيس دالي
تيس دالي (بالإنجليزية: Tess Daly)‏ هي صحفية ومذيعة ومقدمة تلفزيونية وعارضة بريطانية، ولدت في 27 أبريل 1969 في ديربيشاير في المملكة المتحدة.

## وصلات خارجية
- تيس دالي على موقع IMDb (الإنجليزية)
- تيس دالي على موقع ميوزك برينز (الإنجليزية)
- تيس دالي على موقع قاعدة بيانات الفيلم (الإنجليزية)